# 武田大作
武田 大作（たけだ だいさく、1973年12月5日 - ）は、日本のボート選手（ローイング選手）。愛媛大学所属。愛媛大学黒汐会。

## 概要
愛媛県伊予市出身。178 cm、73 kg。伊予市立港南中学校、愛媛大学農学部附属農業高等学校、愛媛大学農学部卒業。同大学院農学研究科修了。
日本におけるボート競技の第一人者。1997年全日本選手権での男子シングルスカル優勝以後、同種目では2009年まで7年連続優勝を含む14回優勝の史上最多優勝記録を持つ（2004年及び2005年は海外遠征のため欠場）。練習場所は地元愛媛の瀬戸内海の海岸。
高校3年時に、シングルスカルにてインターハイ、国体で入賞。その後、愛媛大学3年時の1993年、東四国国体シングルスカルにて優勝。1994年には、朝日レガッタ・シングルスカルにて当時の第一人者小日向謙一を破って優勝し注目を集める。同年、広島アジア大会に出場。
1996年、23歳でアトランタオリンピックにシングルスカルで出場するものの予選敗退。その後は主に軽量級ダブルスカルの代表となる。2000年、クロアチア。ザグレブにて行われた世界選手権軽量級クォドルプル（4人乗り）で長谷等、三本和明、久保武大とともに優勝。同年、シドニーオリンピックでは長谷等選手とともに軽量級ダブルスカルに出場。日本ボート史上初の決勝進出、6位入賞を果たした。2004年のアテネオリンピックでは浦和重選手とともに再び軽量級ダブルスカルに出場。決勝において健闘したものの再び6位入賞におわった（3位ギリシャとの差は約1秒）。
リオオリンピックの代表選考レースには出場せず、五輪連続出場記録は5回で止まった。

## 主な成績
- オリンピック
  - 1996年 アトランタオリンピック - 男子 シングルスカル - 20位 （19～21位決定戦 7分45秒）[2]
  - 2000年 シドニーオリンピック - 男子 軽量級ダブルスカル - 6位入賞 （長谷等とのペア、タイム 6:29.74）[3]
  - 2004年 アテネオリンピック - 男子 軽量級ダブルスカル - 6位入賞 （浦和重とのペア、タイム 6:24.98）[4]
  - 2008年 北京オリンピック - 男子 軽量級ダブルスカル - 13位 （浦和重とのペア）[5]
  - 2012年 ロンドンオリンピック - 男子 軽量級ダブルスカル - 12位 （浦和重とのペア）
- 世界ボート選手権
  - 2000年 ザグレブ（クロアチア）大会 - 男子 軽量級クォドルプル - 優勝 （タイム 6:06.43）